# Hodina angličtiny
Hodina angličtiny (magyarul: Angol óra) az Elán együttes kilencedik nagylemeze 1994-ből, amely Szlovákiában jelent meg.

## Kiadásai
- 1994 LP

## Dalok
1. Tisíc a jeden krát (Horňák – Soviar) – 4:36
2. Kočka (Ráž) – 4:14
3. Intrák (Baláž – Filan) – 4:11
4. Striptízové blues (Baláž – De Ve) – 4:33
5. Amnestia na neveru (Baláž, Ráž – Filan) – 3:42
6. Anjel (Ráž) – 3:40
7. Anča (Jursa) – 3:51
8. Ninja (Baláž – De Ve) – 4:01
9. Hodina angličtiny (Ráž) – 4:07
10. Alkohol víťazí (Horňák – Ráž) – 4:58
11. Rok rodiny (Farnbauer, Ráž) – 3:49
12. Epilóg (Farnbauer, Kuruc) – 2:13

## Az együttes tagjai
- Jožo Ráž – basszusgitár, ütőhangszerek, ének
- Jano Baláž – gitár, ének
- Farnbauer Péter – gitár, billentyűs hangszerek, ének
- Ľubomír Horňák – billentyűs hangszerek, ének
- Juraj Kuchárek – dobok